# 2 A.M. (пісня King Von)
«2 A.M.» — перший сингл американського репера King Von з його другого мікстейпу Levon James, виданий 19 листопада 2019 р. на лейблах Only the Family та Empire Distribution.

## Опис
У «2 A.M.» показано реалії життя в Південному Чикаго. Яскраво змальовано досвід, з яким можна зіткнутися, пересуваючись вулицями в пізній час. Пісня залишається вірною традиційному дриловому звучанню із загрозливим інструменталом, що дозволив Вонові прочитати свої куплети із сильним запалом, передаючи почуття помсти та рішучості. Відображено грубу сутність міського життя, особливо підкреслено напруженість і конфлікти, притаманні бандитським нейборгудам.
У гуці Беннетт яскраво описує досвід виходу з нічного клубу о 2-ій годині з наштовхуванням на членів ворожої банди на вулиці. Рядки на кшталт «It's 2 a.m., we leavin' the club / Heard the opps outside» передають напруженість і небезпеку ситуації, що склалася. Рефрен «Did 'em dirty now it's hot outside» ще більше підкреслює відплату й наслідки, які слідують за такими сутичками.
Пісня має схожу назву та тип оповідування, що й «3 A.M.», яка потрапила до того ж проєкту, Levon James.

## Відеокліп
Прем'єра кліпу відбулася 16 листопада 2019 року на YouTube, за три дні до офіційної появи пісні на стримінґових платформах. Режисер: Drewfilmedit. Візуальний ряд відтворює сюжет пісні, головними героями якої є Беннетт та його друзі. Станом на березень 2024 року кліп мав 42 млн переглядів на YouTube.